# クラウス・エルンスト
クラウス・エルンスト（ドイツ語: Klaus Ernst、1954年9月1日 - ）は、ドイツ左翼党の政治家、社会民主党左派（WASG）元議長、左翼党前共同党首。2005年からドイツ連邦議会における左翼党政治経済専門委員として活動し、2010年から2012年まで、ゲジーネ・レッチュと共に左翼党の共同党首を務めた。

## 経歴
1954年9月1日にミュンヘンで生まれた。
15歳（1969年）の時、彼は、父の暴力が原因で家と学校から離れた。
1970年に、彼は電気技師としての職業教育を始めた。1974年に熟練工職業資格試験を完了し、企業の労働組合の青年部代表と従業員代表に選ばれた。
1972年に西ドイツ金属産業労働組合（IGメタル）の組合員になり、ハンス・プライスの薫陶を受けたIGメタル教育センターの講習を終了した。
組合では、ミュンヘン青年部委員会の議長（1974 - 1979）、地方労働組合青年組織（DGB-Jugend）の議長（1972 - 1975）を担った。
1979年にハンブルク経済政治大学（2005年ハンブルク大学に統合）で、国民経済学の課程と社会経済学の研究を始め、経済学士の資格を授与された。
エルンストは、7週間に渡る金属労働者のストライキの援助のためにシュトゥットガルトへ出向いた。半年後、彼は、組織化、労働教育、社会教育の資格のある労働組合の書記になった（1995年まで）。
1995年に彼は、シュヴァインフルト（ドイツ・バイエルン州の工業都市）のIGメタル労働評議会の全権委任代表に選ばれた。
彼は、シュトゥットガルトやシュヴァインフルトのいくつかの企業（ポルシェやSKFドイツ法人、シュヴァインフルトの金属関連企業やZF Sachs）の監査委員会の従業員代表になった。

## 政治
エルンストは、1974年からドイツ社会民主党（SPD）の党員となった。
エルンストは労働組合員として、ゲルハルト・シュレーダー政権の改革計画や「リースター年金」、「アジェンダ2010」に痛烈な批判を表明した。
「アジェンダ2010」について、エルンストは「反社会的」として反対の立場を取り、その代わりに2005年のドイツ連邦議会選挙では、「新しい生活の選挙による選択」を目指して、政治同盟の結成を主張した。
2004年7月3日にエルンストはSPD党内派閥「労働と社会的公正のための選挙オルタナティブ（独語）Arbeit & soziale Gerechtigkeit – Die Wahlalternative、略称WASG」の領袖に選ばれた。
2004年の夏に、SPD党幹部会は、エルンストの除名を決定した。
エルンストは翌2005年1月以降、SPDから分裂して政党化し、民主社会党（PDS）との連合を強めていたWASGの執行部メンバーになった。
2005年の連邦議会の前哨戦では、一般的な左翼の原則に則って、PDS並びに元SPD議長（ドイツ社会民主党党首）オスカー・ラフォンテーヌと協力した。
最初のWASGとPDSの非公式の選挙協定の後で、彼は、ドイツの選挙では、イタリアの L’Ulivo（オリーブの木運動のこと。L'UnioneルニオーネはL’Ulivoに参加した政党連合を言う。）のようなモデルの選択の余地のないことがわかった。
PDSとWASGによって形成された新しい政党は、うまく作動しなかったので、エルンストは、PDSの検討中の構想を受け入れ、左翼党内を和解させた。
PDSは、党名を左翼党・PDSに変更した。
バイエルン州の第2回選挙で、左翼党は5％を初めて超えた。エルンストは、連邦議会選挙に引っ張られた。
そこで、IGメタルの全権代表は、ドイツ連邦議会の議席を獲得した。
エルンストは、2005年から2010年まで、左翼党の党首代理になった。
2007年6月にWASGと左翼党・PDSは合併して、正式に「左翼党」になった。その創立党大会で、彼は、副党首に選ばれた。
2009年の連邦議会選挙で、エルンストは、左翼党のバイエルン州における立候補者の名簿順位1位に登録された。
彼の故郷のシュバインフルトでは、バイエルン州の得票率の中で最も高い10.4％に達した。
彼は、ドイツ連邦議会では、合同委員会及び労働社会委員会の代理委員になった。
ロタール・ビスキーとラフォンテーヌの二頭指導体制の後、エルンストはビスキーの後任（左翼党共同党首のWASG出身者枠）に選ばれた。
このようにして、新しい役職のために、IGメタルで臨時の役割を与えられたエルンストは、監査委員会を辞職することとなった。